# Lanfiéra (Toéni)
Pour les articles homonymes, voir Lanfiéra.
Lanfiéra est une commune située dans le département de Toéni de la province du Sourou au Burkina Faso.